# Era Barberini

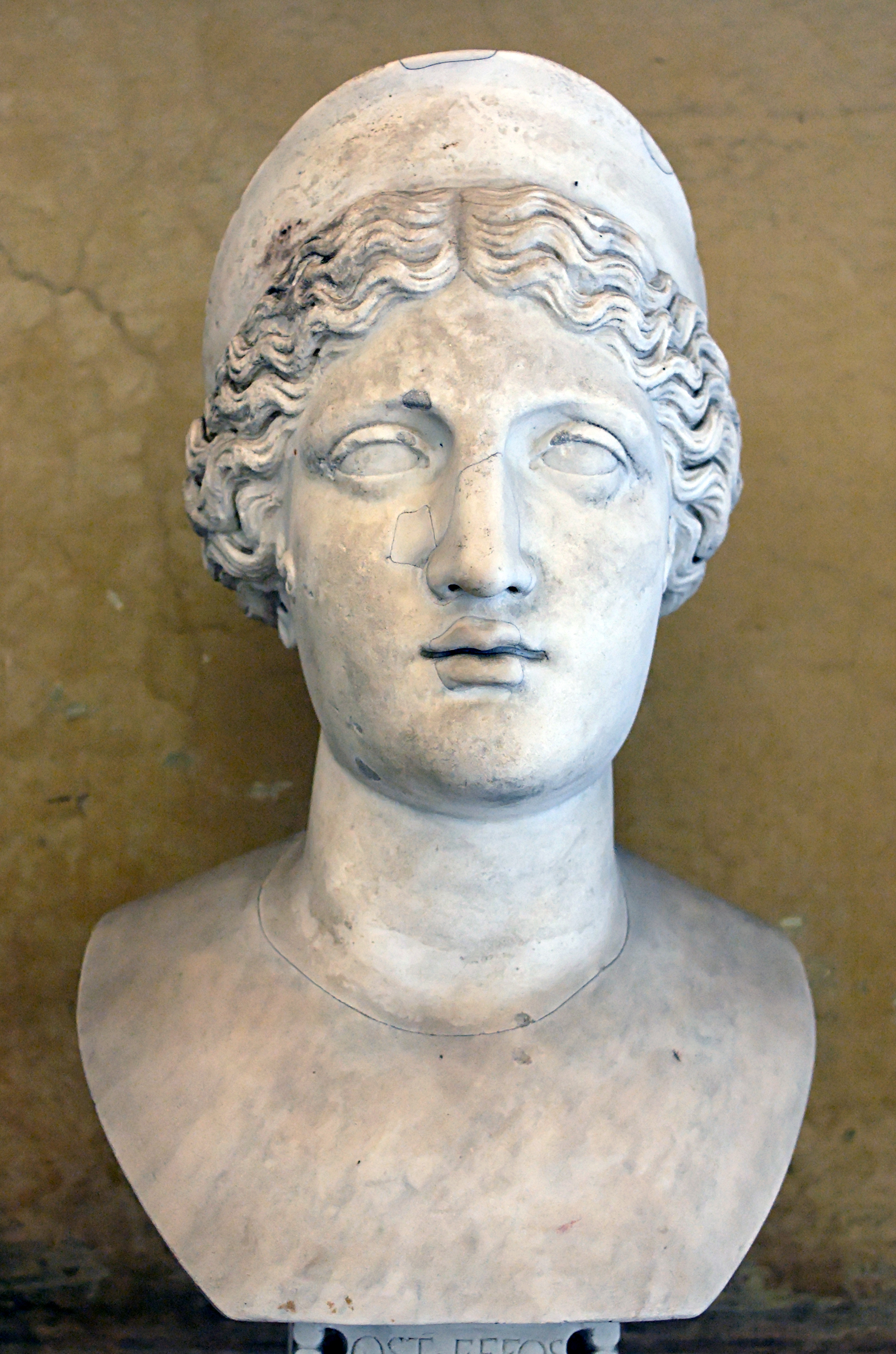
Testa riconducibile allo stile dellEra Barberini, conservata ai Musei Vaticani.

L'Era Barberini, nota anche come Giunone Barberini, è una scultura raffigurante la dea Era (o Giunone), ed è una copia marmorea romana, del II secolo d.C., di un originale bronzeo greco. La statua è stata ritrovata sul finire del XVII secolo a Roma, ed è attualmente esposta nei Musei Vaticani.

## Storia
La statua fu scavata dall'antiquario Leonardo Agostini nell'ultima parte del XVII secolo, sul colle del Viminale, nei pressi del monastero associato alla chiesa di San Lorenzo in Panisperna, dove in antichità sorgevano le terme dette Lavacrum Agrippinae. La sua identificazione si deve al cardinale Francesco Barberini, che per primo ne è stato il proprietario.

## Descrizione
La statua rappresenta una dea con indosso una corona e un peplo, il quale le si stringe attorno al corpo mostrandone le forme; lo stesso le cade all'altezza della spalla sinistra, quasi scoprendo il suo seno. Il braccio destro, restaurato, così come il naso, scarica il peso su di uno scettro, mentre la mano sinistra tiene una patera. La scultura è  una copia romana di un originale greco, probabilmente riconducibile ad Alcamene; Lewis Richard Farnell ha scritto che "la non rara ripetizione del soggetto suggerisce un originale greco di una certa notorietà." Attualmente è conservata al Museo Pio-Clementino, parte dei Musei Vaticani e talvolta, nell'ambito della sua identificazione, si è ipotizzata la dea Cerere.